# Страсті Христові (фільм)
Страсті Христові (англ. The Passion of the Christ) — американська кінодрама 2004 року, знята Мелом Гібсоном, у якій розповідається про останній день Христа.

## Сюжет
Спроба детально відтворити останні 24 години земного життя Ісуса Христа. Дія починається в саду Гетсиманському, куди Ісус прийшов помолитися після Таємної вечері. Ісус чинить опір спокусам, яким піддає його Сатана. Зраджений Юдою Іскаріотом, Ісус арештований. Його приводять назад до Єрусалиму, де керівники фарисеїв звинувачують його в богохульстві, і суд над ним завершується смертельним вироком. Ісуса приводять до прокуратора Юдеї Пілата, який вислуховує звинувачення, висунуті фарисеями. Зрозумівши, що мова йде про політичний конфлікт, Пілат передає справу цареві Іроду.
Ірод посилає Ісуса назад до Пілата, і той пропонує натовпу зробити вибір між Ісусом і розбійником Варравою. Натовп вибирає: свободу — Варраві і смерть Ісусові. Ісуса передають римським солдатам і піддають биттю. Спотвореного до невпізнання його знову приводять до Пілата, який показує його натовпу, немов кажучи: «Хіба цього недостатньо?» Натовпу недостатньо. Пілат умиває руки і наказує зробити так, як бажає натовп. Ісусові дають хрест і наказують пронести його по вулицях Єрусалиму до самої Голгофи. На Голгофі Ісуса розпинають, і він проходить крізь останню спокусу: страх, що Отець його покинув. Він долає цей страх, дивиться на свою матір Марію і вимовляє слова, які може зрозуміти до кінця тільки вона: «Звершилось».

## У ролях
- Джеймс Кевізел — Ісус Христос
- Майя Моргенштерн — Марія Богоматір
- Крісто Живков — Іоанн
- Франческо Де Віто — Петро
- Моніка Беллуччі — Марія Магдалина
- Маттіа Сбраджа — Каїфа
- Тоні Бертореллі — Анна
- Лука Ліонелло — Юда Іскаріот
- Христо Шопов — Понтій Пілат
- Клаудія Джеріні — Клавдія Прокла
- Фабіо Сартор — Авенадар
- Роберто Бестаццоні — Малх
- Франческо Кабрас — Гесмас
- Габріелла Барбуті — роль другого плану
- Серджо Рубіні — Дісмас
- Лука Де Домінічіс — Ірод
- Адель Бен Айяд — Хома
- Чокрі Бен Загдан — Яків
- Андреа Рефуто — молодий Ісус
- Нуот Аркуїнт — царедворець Ірода
- Вінченцо Монті — роль другого плану
- Даріо Д'Амброзі — роль другого плану
- Мішель Бонев — роль другого плану
- Франческо Квальєро — роль другого плану
- Джачінто Ферро — Йосип Аріматейський
- Александр Мінцер — Нікодим
- Пако Реконті — епізод
- Ліно Салемме — епізод
- Емануеле Гуллотто — епізод
- Анджело Ді Лорета — епізод
- Федеріко Пачіфічі — епізод
- Тед Русофф — епізод
- Ромуальд Анджей Клосс — епізод
- Лучано Федеріко — епізод
- Абель Жафрі — другий офіцер храму
- Еміліо Де Маркі — зневажливий римлянин
- Джованні Капальбо — Касій
- Метт Патрезі — Янус
- Сабріна Імпаціаторі — епізод
- Джаррет Джей Мерц — Сімон Сіренський
- Давіде Маротта — епізод
- Даніло Марія Валлі — епізод
- Валеріо Ісідорі — епізод
- Евеліна Мегхангі — епізод
- Франческо Де Роза — епізод
- Мауріціо Ді Карміне — епізод
- Франческо Габріеле — епізод
- Роберто Санті — епізод
- Джованні Веттораццо — епізод
- Андреа Коппола — епізод
- Джузеппе Локонсоле — епізод
- П'єтро Саруббі — Варрава
- Роберто Вісконті — зневажливий римлянин
- Розалінда Челентано — Сатана
- Орнелла Гіусто — епізод
- Лючія Стара — епізод
- Лелло Джуліво — епізод

## Знімальна група
- Режисер — Мел Гібсон
- Сценаристи — Мел Гібсон, Бенедикт Фіцджералд
- Оператор — Калеб Дешанель
- Композитор — Джон Дебні
- Художник — Франческо Фріджері
- Продюсери — Брюс Дейві, Мел Гібсон, Стівен Маківіті, Енцо Сісті

## Факти
- Актори у фільмі розмовляють арамейською та латинською мовами. Хоча Мел Гібсон вважав, що всі й так знають, про що йдеться, але його все одно вмовили додати субтитри.
- Фільм викликав шквал критики, в якій Гібсона звинувачували в антисемітизмі.